# Jie Lu
Jie Lu es una científica del área de inteligencia computacional de la Universidad Tecnológica de Sídney.
Ha realizado contribuciones fundamentales en las áreas de aprendizaje de transferencia difusa, deriva de conceptos, sistemas de apoyo a la decisión basados en datos y sistemas de recomendación. Su investigación tiene enormes implicaciones positivas y un impacto significativo en su comunidad de investigación y para la sociedad y la economía.
Lu estudió una licenciatura en matemáticas y un máster en informática antes de obtener un doctorado en sistemas de información por la Universidad de John Curtin.
De 2004 a 2006 fue profesora asociada, desde 2007 es profesora titular en la Facultad de Ingeniería y Tecnología de la Información de la Universidad de Tecnología.
En septiembre de 2019 fue galardonada con la beca Australian Laureate Fellowship.